# Gabakulin
A gabakulin a természetben is előforduló idegméreg, melyet először a Streptomyces toyacaensis baktériumból izoláltak. Hatásos és irreverzibilis GABA-transzamináz-gátló, egyúttal GABA-visszavétel-gátló is.